# Персональное решение
«Персональное решение» — международная группа компаний, оказывающая комплексные услуги аутсорсинга неквалифицированного персонала. Работает по системе франчайзинга.
«Персональное решение» входит в пятерку крупнейших компаний по предоставлению персонала в России. У компании есть представительства в пяти странах мира и 93 городах РФ.
Головной офис расположен в небоскрёбе Leader Tower в Санкт-Петербурге.
История компании описана Денисом Решановым в книге «Грузчик» Архивная копия от 13 июня 2021 на Wayback Machine.

## История
Компания основана Денисом Решановым Архивная копия от 10 марта 2022 на Wayback Machine в ноябре 2007 года в Санкт-Петербурге. Сфера деятельности «Персонального решения» — аутсорсинг линейного персонала для бизнеса на временной основе.
В первый год работы оборот компании составил 6 миллионов рублей, с 2008 по 2011 года оборот и прибыль удваивались.
С 2009 года компания начала оказывать услуги по уборке и вывозу снега.
В 2011 году компания выиграла несколько государственных тендеров на дорожные работы и благоустройство Санкт-Петербурга.
С 2012 года «Персональное решение» масштабируется через франчайзинг. В течение первого года появилось лишь три франчайзи, а уже в следующем году — 50.
В 2013 году запущена геолокационная платформа для подбора персонала и поиска работы рядом с домом.
К 2014 году годовой оборот «Персонального решения» составлял около 65 млн рублей.
До 2016 года включительно компания продала более 450 франшиз. Были открыты представительства в семи странах и в 70 городах России.
В 2017 году оборот компании составил 1 млрд рублей.
В 2018 году «Персональное решение» вошла в топ-10 крупнейших компаний в России по предоставлению персонала. В этом году запустилась программа «Шаттл» — специальный бизнес-инкубатор для франчайзи. Также компания стала использовать голосового робота собственной разработки для поиска временных сотрудников.
В 2019 году открылся офис в Москве, что усилило позиции всей сети. Денис Решанов уходит из компании, новым генеральным директором становится Сергей Гашков.
В 2021 году провели крупнейший бизнес-форум аутсорсеров, в котором участвовало более ста человек. Годовой оборот компании составил 2,1 млрд рублей.
В 2022 году представительства компании работают в пяти странах (Россия, Казахстан, Армения, Белоруссия, Молдавия) и в 93 городах России. В середине марта 2022 года компания выводит на объекты клиентов около 2500 человек ежедневно.

## Деятельность
«Персональное решение» предоставляет комплексные услуги аутсорсинга в сфере управления неквалифицированным персоналом в пяти странах мира. Представительства работают под брендом компании и под личным брендом. Франчайзинговая сеть работает в сегменте B2B, где востребован внештатный персонал на непостоянной основе.
Основные клиенты «Персонального решения» — это производственные, логистические, сельскохозяйственные и строительные предприятия, а также ритейл. Компания помогает бизнесу и государственным организациям быстро получить персонал без специальных навыков: грузчиков, курьеров, кассиров, упаковщиков, уборщиков, разнорабочих и т. д.
За 15 лет услугами «Персонального решения» воспользовались такие компании как «Лента», OZON, Auchan, Metro, X5 Group, M.Видео, DNS, Castorama, Wildberries, «ПЭК», «Мираторг», H&M, Alidi, «Русклимат», «СберМаркет» и многие другие.

## Собственники
Основатель компании — петербургский предприниматель Денис Решанов Архивная копия от 10 марта 2022 на Wayback Machine, который создал «Персональное решение» во время учёбы на физическом факультете Санкт-Петербургского государственного университета. У истоков компании стоял также Михаил Вальковский, сокурсник Дениса Решанова.
С июля 2016 года компания привлекает инвестиции от частных инвесторов с продажей 35% долей компании. Первый инвестор появился в августе 2016 года. На сегодняшний день у компании уже 18 инвесторов — это предприниматели и топ-менеджеры российских и иностранных компаний.
С 2019 года генеральный директор компании — Сергей Эдуардович Гашков.
В 2019 году Денис Решанов и Михаил Вальковский основали IT-компанию GigAnt Архивная копия от 14 марта 2022 на Wayback Machine — сервис временных исполнителей на несколько часов в день, который соединяет тысячи людей, ищущих удобную подработку по своему уникальному графику, с компаниями, нуждающимися в part-time исполнителях на пиковые часы.

## Награды и премии
Награды компании:
- Победитель премии «Gazelle Бизнеса» — за высокий рост оборота и прибыли (2012)[17]
- Обладатель премии «Инновация» компании Deloitte (2014)[18]
- Номинация на премию «Франшиза года» в категориях «Лучшая франшиза в сфере услуг» и «Самая инновационная франшиза» (2015)[19]
- Номинация на премию «Франшиза года» в категории «Лучшая франшиза в сфере услуг» (2016)[20]
- 40-е место в рейтинге «ТОП-100 лучших работодателей России» среди компаний численностью от 251 до 1000 сотрудников по версии HeadHunter (2021)[21]

Награды основателя компании Дениса Решанова:
- Вошёл в число 7 лучших молодых предпринимателей Санкт-Петербурга по результатам конкурса от издания «Деловой Петербург» (2008)[22]
- Победитель в номинации «За стремительное развитие» премии «Лучший молодой предприниматель» (2011)[23]
- Победитель в номинации «Лучший Стартап» премии «Бизнес-Успех» (2012)[24]
- Финалист Международной молодёжной премии в области предпринимательства GSEA-2012[25]
- Победитель в номинации «Лучший молодой предприниматель России» в конкурсе «Предприниматель года» от Ernst & Young (2012)[26]
- Победитель в номинации «ИТ» премии «Предприниматель года» от Ernst & Young (2021)[27]